# Австрийская школа
Австрийская школа — направление экономической теории в рамках маржинализма, подчёркивающее роль самоорганизующей силы рыночного ценового механизма. Получила своё название в связи с тем, что основатель школы и основные его последователи были подданными Австро-Венгерской империи.
Основой данного подхода является утверждение, что сложность человеческого поведения и постоянное изменение характера рынков делают математическое моделирование в экономике невозможным. В этой ситуации в сфере экономической политики главными становятся принципы свободной экономики (laissez-faire), экономический либерализм и либертарианство. Последователи австрийской школы выступают за защиту свободы договоров, заключаемых участниками рынка (экономическими агентами), и невмешательства в сделки (в особенности со стороны государства).
Среди теоретических достижений ранних лет австрийской школы — субъективная теория стоимости, маржинализм в теории цен и формулировка проблемы экономических расчётов.
Австрийская школа не входит в мейнстримную экономическую науку из-за неиспользования математики для проверки своих гипотез.

## Доктрина
Особенности австрийской школы:
- отказ от использования математических методов исследований;
- субъективизм как характерная черта практически всех представителей школы;
- акцент на изучение психологических особенностей поведения потребителей;
- акцент на структуру капитала и временну́ю изменчивость последней при изучении экономических проблем.

Экономисты австрийской школы придерживаются методологического индивидуализма, который они описывают как анализ человеческой деятельности с точки зрения отдельных людей. Экономисты австрийской школы утверждают, что единственный путь к построению экономической теории — логически выводить её из базовых принципов человеческой деятельности, называя подобный метод праксеологическим. Также «австрийцы» указывают, что экспериментальная проверка экономических моделей невозможна, поскольку экономическая деятельность людей — предмет экономического исследования — не может быть воспроизведена в искусственных условиях.

## Основные представители
- первое поколение — Карл Менгер (1840−1921) (основатель);
- второе поколение — Ойген фон Бём-Баверк (1851−1914), Фридрих фон Визер (1851−1926), Ойген фон Филиппович фон Филиппсберг[нем.] (1858−1917)[4], Эмиль Закс (1845−1927);
- третье поколение — Людвиг фон Мизес (1881−1973), Карл Шлезингер (1889−1938), Ханс Майер (1879−1955), Рихард фон Штригль (1891−1942), Лео Илли (урожд. Зенфельд) (1888−1952), Бенджамин Андерсон (1886−1949), Фрэнк Феттер (1863−1949);
- четвёртое поколение — Фридрих фон Хайек (1899−1992), Оскар Моргенштерн (1902−1977), Фриц Махлуп (1902−1983), Пауль Розенштейн-Родан (1902−1985), Готфрид фон Хаберлер (1900−1995), Генри Хэзлитт (1894−1993), Фридрих Лутц (1901−1975), Феликс Кауфман (1895−1949);
- пятое поколение — Мюррей Ротбард (1926−1995), Израэль Кирцнер (род. 1930), Людвиг Лахманн (1906−1990), Джордж Шэкл (1903−1992);
- шестое поколение — Ханс-Херман Хоппе (род. 1949), Йорг Гвидо Хюльсман (род. 1966), Хесус Уэрта де Сото (род. 1956), Питер Бёттке (род. 1960), Крис Койне (Chris Coyne), Стивен Хорвиц[англ.] (1964—2021), Питер Лисон, Фредерик Сотэ́ (Frederic Sautet), Роджер Гаррисон (род. 1944), Рой Кордато и др.

В какой-то степени связаны по своим взглядам, но не относятся полностью к учёным австрийской школы также известные экономисты Йозеф Шумпетер (1883−1950) и Джон Бейтс Кларк (1847−1938).

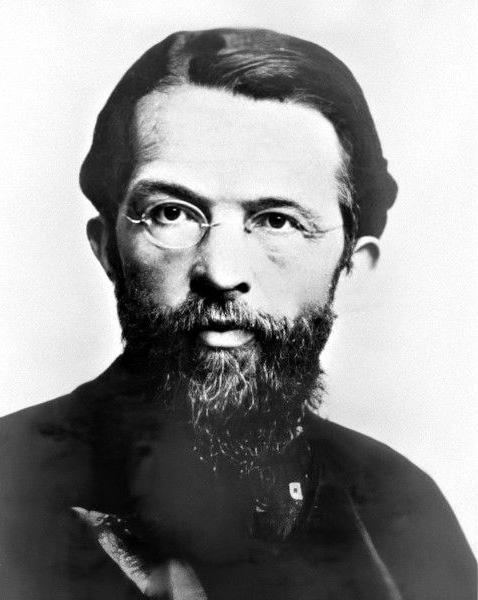
Карл Менгер
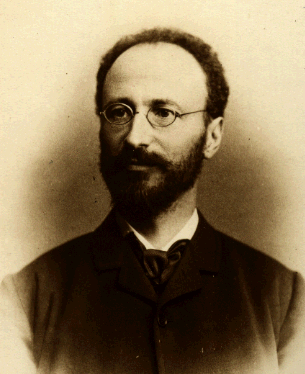
Ойген фон Бём-Баверк
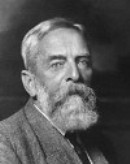
Фридрих фон Визер
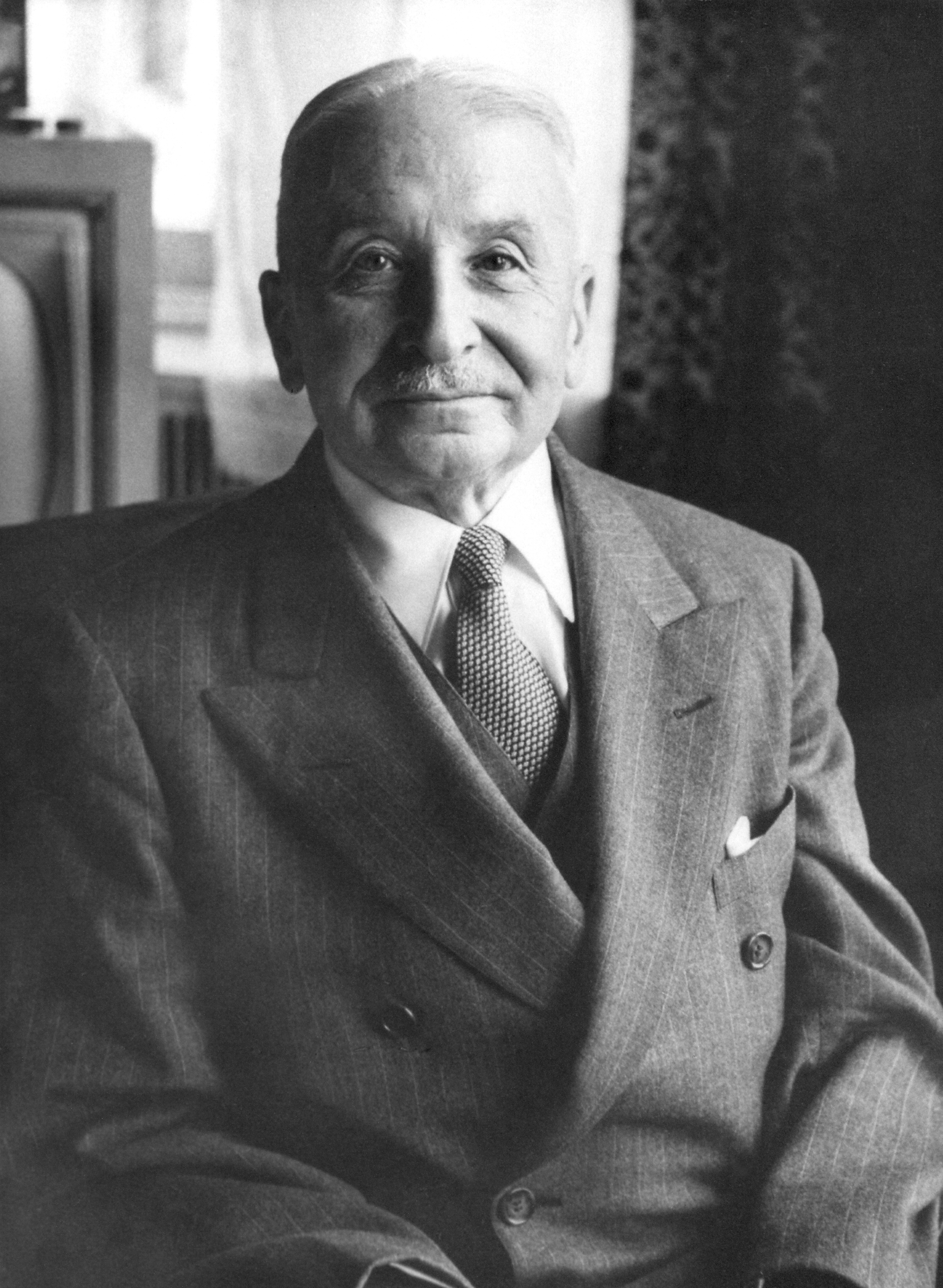
Людвиг фон Мизес
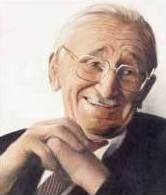
Фридрих фон Хайек
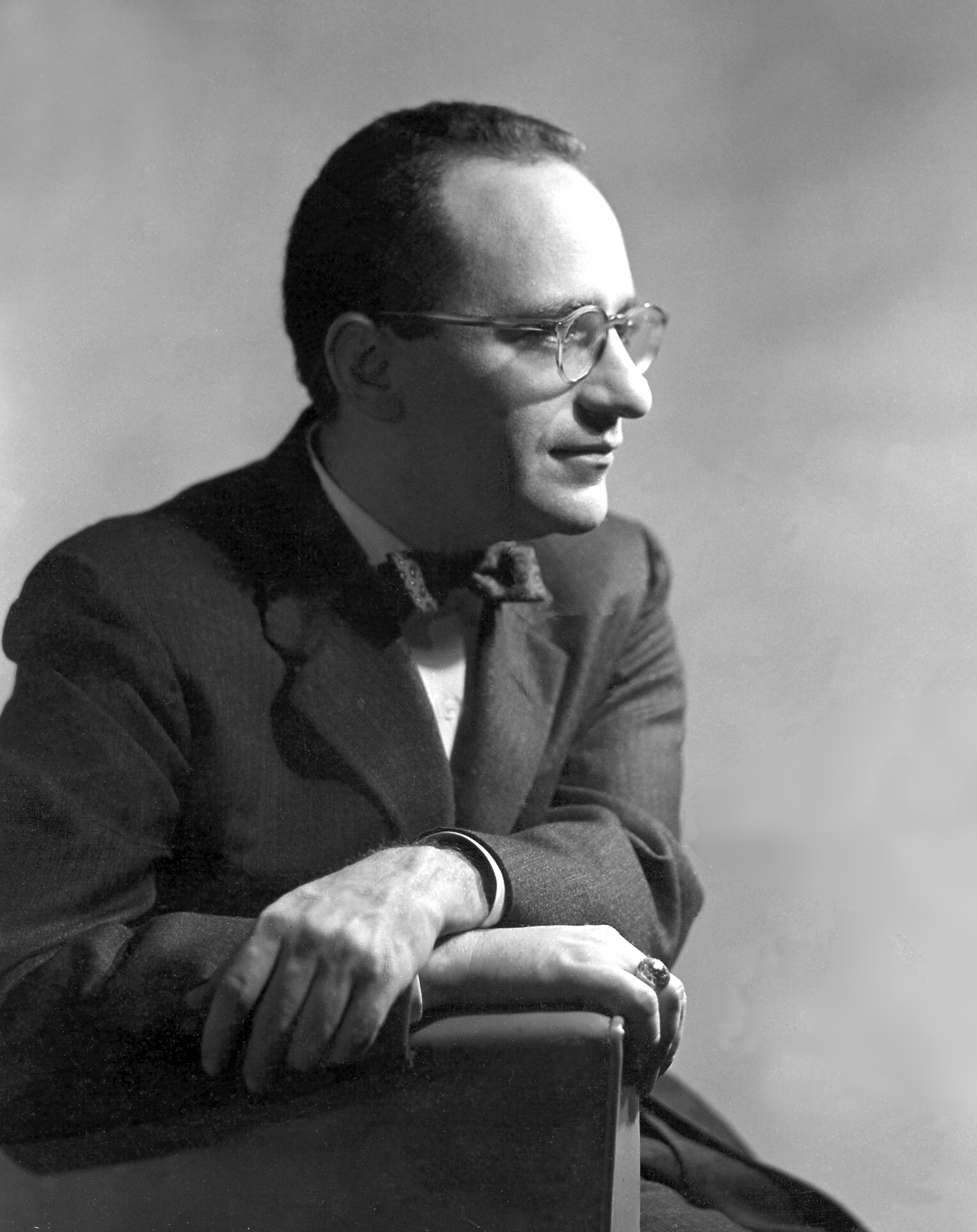
Мюррей Ротбард
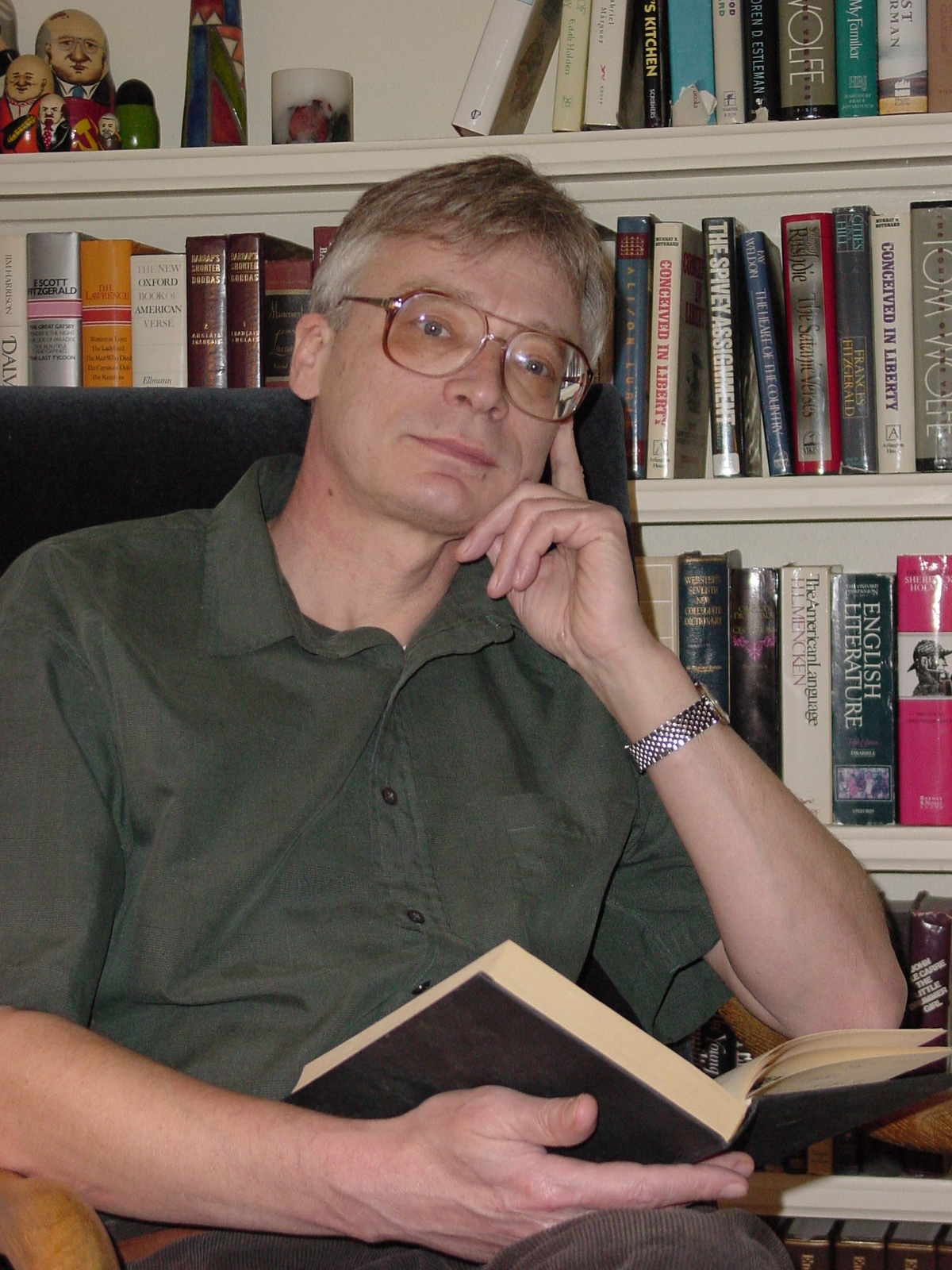
Ханс-Херман Хоппе

## История развития
Австрийская школа получила своё название от происхождения её основателей и ранних приверженцев, включая Карла Менгера, Ойгена фон Бём-Баверка и Людвига фон Мизеса. В число известных экономистов XX века, относимых к австрийской школе, также входят Генри Хэзлитт, Мюррей Ротбард и нобелевский лауреат Фридрих фон Хайек.
Классическая экономическая теория основывалась на трудовой теории стоимости (англ. Labor theory of value), в соответствии с которой стоимость товаров определяется количеством труда, затраченного на его производство. В конце XIX века, однако, внимание экономистов переключилось на теорию предельной полезности. Австрийская школа была одним из трёх источников маржиналистской революции 1870-х, при этом её основной вклад состоял в применении субъективистского подхода к экономике. Вышедшая в 1871 году книга Карла Менгера «Основания политической экономии» (англ. Principles of Economics) стала катализатором развития этого направления.
Австрийская школа оставалась влиятельным направлением экономической мысли в первой трети XX века и какое-то время рассматривалась как неотъемлемая часть экономического мейнстрима. Её вклад в развитие экономической мысли включает неоклассическую теорию стоимости (включая субъективную теорию стоимости (англ. subjective theory of value), а также осмысление проблемы экономических вычислений и невозможности централизованного планирования в экономике. Возрождение школы началось с момента выпуска «Человеческой деятельности» Людвига фон Мизеса в 1949 году и «Man, Economy, and State, with Power and Market» Мюррея Ротбарда в 1962 году.

## Современное состояние
С 1982 г. в США активно действует Институт Людвига фон Мизеса (Ludwig von Mises Institute) в Оберне, штат Алабама (Auburn, Alabama, USA), насчитывающий ныне 275 научных сотрудников (research fellows). Институт ежегодно проводит летнюю школу Университет Мизеса (Mises University), конференцию экономистов-исследователей австрийской школы (Austrian Scholars Conference), а также различные тематические семинары по денежной политике, истории, политической философии. Активно издаются новые работы современных экономистов, работающих в австрийской традиции, и переиздаются работы «классиков» (Людвига фон Мизеса, Мюррея Ротбарда и др.)
Институт Людвига фон Мизеса издаёт ежеквартальный научный журнал по экономике — Quarterly Journal of Austrian Economics. В ежемесячном журнале «Свободный рынок» (англ. The Free Market) анализируются современные экономические и политические вопросы. Издаётся также научный журнал по политической философии — Journal of Libertarian Studies.
В 1996 г. в США было организовано Общество по развитию австрийской экономической теории (Society for the Development of Austrian Economics), насчитывающее ныне более 100 членов. Общество организует несколько секций на ежегодной конференции Южной экономической ассоциации (Southern Economic Association).
Материалы, посвящённые современному развитию школы, публикуются в журналах The Review of Austrian Economics (издательство Springer), Quarterly Journal of Austrian Economics (институт Людвига фон Мизеса).
С 2004 года ежегодно в Праге «Либеральный институт» организует конференцию Prague Conference on political Economy в австрийской традиции.

## Критика
С христианско-социалистических позиций выступал с критикой австрийской школы Карл Поланьи.
Н. И. Бухарин назвал австрийскую экономическую школу «наиболее сильным врагом марксизма» и дал всестороннюю критику её экономической теории в своей работе «Политическая экономия рантье».
Критике австрийская экономическая школа подверглась и со стороны советского экономиста И. Г. Блюмина.
Современные критики обычно утверждают, что австрийской школе не хватает научной строгости и она отвергает научные методы и использование эмпирических данных при моделировании экономического поведения.
Австрийская школа экономики представляет собой небольшую группу, состоящую в основном из онлайн-либертарианцев, не имеющую академической поддержки, а ведущие экономисты не согласны со многими взглядами, которые принимают её приверженцы. Австрийская школа публикует мало статей в ведущих журналах, поскольку в их предложениях отсутствуют проверяемые гипотезы. Австрийские экономисты также относительно мало публикуются в ведущих журналах, поскольку они редко используют математику. В ответ на это австрийцы объясняют противодействие математизации тем, что оно распространяется только на экономическое теоретизирование, поскольку они утверждают, что человеческое поведение слишком изменчиво, чтобы всеобъемлющие математические модели могли оставаться верными во времени и контексте. Однако австрийцы поддерживают анализ выявленных предпочтений посредством математизации, чтобы помочь бизнесу и финансам.
Экономист Пол Кругман утверждает, что австрийцы не осознают дыр в своем собственном мышлении, потому что они не используют «явные модели».

### Основные труды представителей школы
- Менгер К. Основания политической экономии. В кн.: Австрийская школа в политической экономии: К. Менгер, Е. Бём-Баверк, Ф. Визер: Пер. с нем. / Предисл., коммент., сост. В. С. Автономова. − М.: Экономика, 1992. − (Экон. наследие.) − ISBN 5-282-01471-8.
- Визер Ф. Теория общественного хозяйства (избр. гл.) − В кн.: Австрийская школа в политической экономии: К. Менгер, Е. Бём-Баверк, Ф. Визер: Пер. с нем. / Предисл., коммент., сост. В. С. Автономова. − М.: Экономика, 1992. − (Экон. наследие.) − ISBN 5-282-01471-8.
- Мизес Л. Либерализм в классической традиции. − М.: Социум; Экономика, 2001. − 239 с.
- Мизес Л. Социализм. − М.: «Catallaxy», 1994.
- Мизес Л. Теория и история: Интерпретация социально-экономической эволюции. − М.: Юнити-Дана, 2001. − 295 с.
- Мизес Л. Человеческая деятельность: Трактат по экономической теории / 2-е испр. изд. — Челябинск: Социум, 2005. − 878 с − ISBN 5-901901-29-0.
- Хайек Ф. Индивидуализм и экономический порядок. − М.: Изограф, 2000. − 256 с.

### Произведения об австрийской школе
- Австрийская школа / Альтер Л. Б. // А — Ангоб. — М. : Советская энциклопедия, 1969. — (Большая советская энциклопедия : [в 30 т.] / гл. ред.  А. М. Прохоров ; 1969—1978, т. 1).
- Автономов В. С. Австрийская школа и её представители. − В кн.: Австрийская школа в политической экономии: К. Менгер, Е. Бём-Баверк, Ф. Визер: Пер. с нем. / Предисл., коммент., сост. В. С. Автономова. − М.: Экономика, 1992. − (Экон. наследие.) − ISBN 5-282-01471-8.
- Антонович Ю. Н. Австрийская теория капитала и капитальных благ // Посткризисный мир: глобализация, многополярность, модернизация, институты: материалы Международной научно-практической конференции (Ростов-на-Дону, 20-22 мая 2010 г.): в 3 т. Т. 1 / Под ред. А. Ю. Архипова, Ю. М. Осипова, В. А. Алешина, В. Н. Овчинникова. — М.: Вузовская книга, 2010. — С. 87-98. — ISBN 978-5-9502-0573-6.
- Блауг М. Австрийская теория капитала и процента // Экономическая мысль в ретроспективе = Economic Theory in Retrospect. — М.: Дело, 1994. — С. 461—526. — XVII, 627 с. — ISBN 5-86461-151-4.
- Блюмин И. Г. Австрийская школа // Критика буржуазной политической экономии: В 3 томах. — М.: Изд-во АН СССР, 1962. — Т. I. Субъективная школа в буржуазной политической экономии. — С. 70—151. — VIII, 872 с. — 3200 экз.
- Бухарин Н. Политическая экономия рантье: теория ценности и прибыли австрийской школы
- Кэллахан Дж. Экономика для обычных людей: Основы австрийской экономической школы. — Челябинск: Социум, 2006.
- Туган-Барановский М. И. Австрийская школа // Очерки из новейшей истории политической экономии: (Смит, Мальтус, Рикардо, Сисмонди, историческая школа, катедер-социалисты, австрийская школа, Оуэн, Сен-Симон, Фурье, Прудон, Родбертус, Маркс). — СПб.: Изд. журнала «Мир божий», 1903. — С. 206—224. — X, 434 с.
- Уэрта де Сото Х. Австрийская экономическая школа: Рынок и предпринимательское творчество. — Челябинск: Социум, 2007. — 202 с. — (Серия «Австрийская школа». Вып. 1). − ISBN 978-5-901901-69-4.
- Бум, крах и будущее: Анализ австрийской школы. — Пер. с англ. — сост. А. В. Куряев — М., ООО «Социум», 2002. — 220 c. — ISBN 5-901901-04-5